# Dennis Tinat

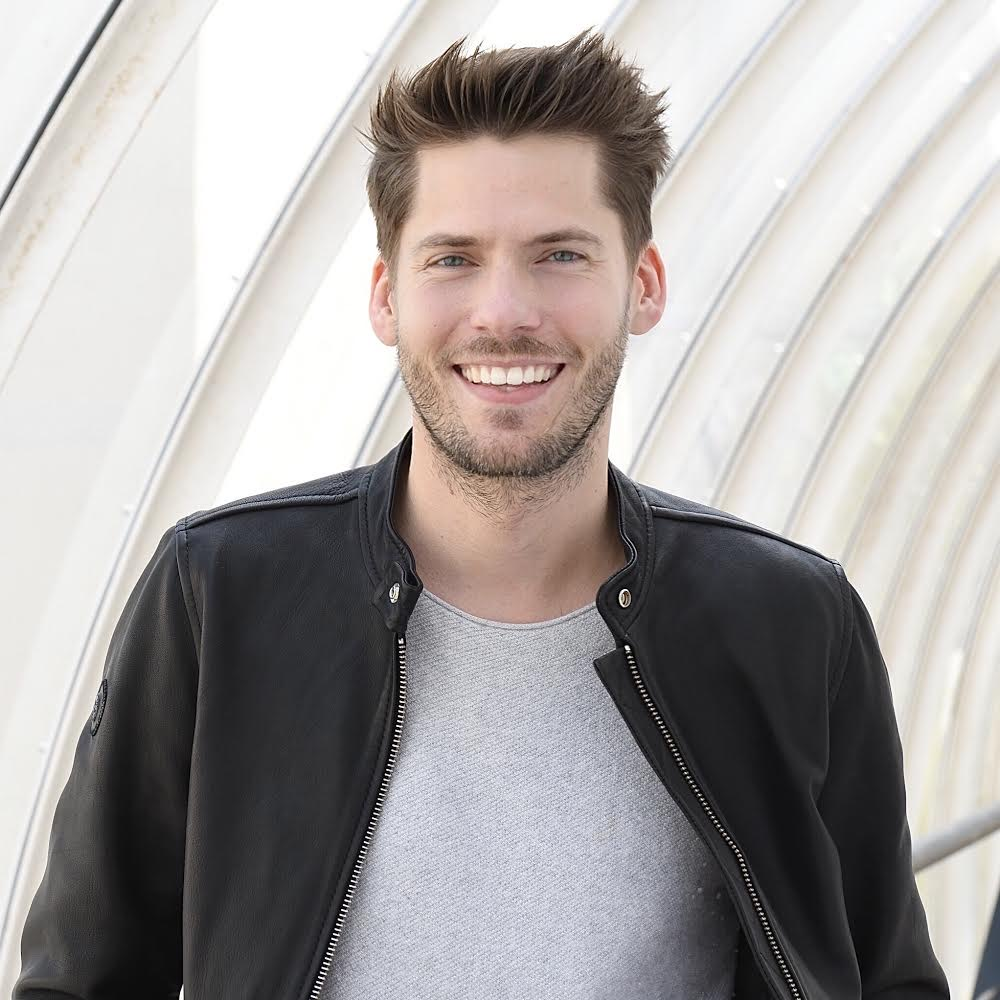
Dennis Tinat (2020)

Dennis Tinat (* 5. März 1984 in Offenbach am Main) ist ein deutscher Hörfunkmoderator. Seit 2017 sendet er bei der Popwelle SWR3 des Südwestrundfunks.

## Leben
Tinat wuchs in Heusenstamm im Landkreis Offenbach auf. Sein Abitur machte er an den gewerblich-technischen Schulen in Offenbach. Er hat fünf Schwestern und einen Bruder. Seit 2017 lebt er in Baden-Baden.

## Radio
Bereits ab 1998 moderierte er für mehrere Jahre beim lokalen Schülerradio. Nach seinem Abitur im Jahr 2003 begann er als freier Mitarbeiter bei Planet Radio, dem Jugendsender der Radio/Tele FFH. Zunächst als Nachrichtenredakteur, kurz darauf als Moderator der Abendsendung im wöchentlichen Wechsel mit Evren Gezer.
2005 wechselte er für ein Volontariat zu Radio Regenbogen in Mannheim. Dort moderierte er zusammen mit Silja Sodtke am Vormittag, bevor er nach Abschluss seines Volontariats mit einer eigenen täglichen Nachmittagsshow von 13 bis 16 Uhr auf Sendung ging.
2008 übernahm er die Moderation vor der Kamera für das Online-Angebot zur Fernsehsendung ZDF-Fernsehgarten.
Von 2009 bis 2010 war Tinat bei bigFM Moderator der Vormittagshow, der Newcomershow, sowie der Chartshow.
2013 kam er zurück zu Radio Regenbogen. Hier moderierte er bis 2017 von Montag bis Freitag (12–15 Uhr) die Personalityshow Tinat macht Mittag.
Im Mai 2017 wechselte Dennis Tinat zu SWR3. Dort moderierte er zunächst verschiedene Sendungen (u. a. die ARD-Popnacht) und war auch als Redakteur und Reporter tätig. Seit Dezember 2023 ist er Moderator der SWR3-Vormittagsshow Now, die Montag bis Freitag (10–13 Uhr) sowie Samstag (9–13 Uhr) gesendet wird.

## Auszeichnungen
2008 erhielt Dennis Tinat den Medienpreis der Landesanstalt für Kommunikation Baden-Württemberg in der Kategorie „Volontäre“.

## Trivia
Mediale Aufmerksamkeit erlangte ein Vorfall am 9. April 2019. Hier moderierte Tinat die Sendung SWR3 Popshop. Kurz vor den Nachrichten um 22 Uhr war im Programm ein lautes Stöhnen zu hören. Auf Nachfragen irritierter Hörer in den sozialen Netzwerken erklärte Tinat über Twitter, dass er eine kleine Pause vor den Nachrichten mit Vogelzwitschern füllen wollte. Unglücklicherweise hieß der Ton, den er live im Radio abgespiegelt hatte, „Strandvögel(n)“, wobei das eingeklammerte „n“ übersehen wurde.